# Cargo (Kumbria)
Cargo lub Craghow – przysiółek w Anglii, w Kumbrii. Leży 5 km na północny zachód od miasta Carlisle i 425 km na północny zachód od Londynu. W latach 1870–1872 osada liczyła 262 mieszkańców.